# أبو العيال الهذلي
أبو العيال بن أبي عتبه الخناعي الهذلي ويقال أبو العيال بن أبي غثير. وهو فارس وشاعر فحل من شعراء العرب من هذيل وفصحائهم من المخضرمين أدرك الجاهلية والإسلام. أسلم في عصر النبي محمد صلى الله عليه وسلم وألتحق بفتح مصر في عصر عمر بن الخطاب. ثم صاحب يزيد بن معاوية في غزو الروم. وذكرة عدد من المترجمين في عداد الصحابة.

## نسبه
- أبو العيال بن أبي عتبة الخناعي نسبه الى خناعة بن سعد بن هذيل بن مدركة بن إلياس بن مضر بن نزار بن معد بن عدنان.

## خبره في فتح الروم
ألتحق أبو العيال بفتح الروم مع يزيد بن معاوية وكان معه اخوة لأمه عبد بن زهرة الخناعي وهو كذلك من الفرسان وكان في مقدمة الجيش وكان قد قُتل في غزو الروم عدد من المسلمين منهم عبد العزيز بن زرارة وعبد بن زهرة وبعد ان انتصروا كتب أبو العيال الى معاوية بن ابي سفيان قصيدة أبكت كل من كان في مجلس معاوية وفيها يقول.
وللقصيدة بقية طويلة.

## رثاءه لأخية
وقد مات في غزو الروم اخوة لأمه عبد بن زهرة الهذلي وكان من شرطة الجيش وقد قال يرثيه في ابيات كثيره منها.

## وفاته
توفي عام 41 هـ الموافق لعام 661 م.